# Ле-Бемон (Юра)
Ле-Бемон (фр. Le Bémont) — громада  в Швейцарії в кантоні Юра, округ Франш-Монтань.

## Географія
Громада розташована на відстані близько 50 км на північний захід від Берна, 28 км на південний захід від Делемона.
Ле-Бемон має площу 11,7 км², з яких на 4,3% дозволяється будівництво (житлове та будівництво доріг), 68,1% використовуються в сільськогосподарських цілях, 26,4% зайнято лісами, 1,2% не є продуктивними (річки, льодовики або гори).

## Демографія
2019 року в громаді мешкало 322 особи (-2,1% порівняно з 2010 роком), іноземців було 2,2%. Густота населення становила 28 осіб/км².
За віковим діапазоном населення розподілялося таким чином: 22,7% — особи молодші 20 років, 58,7% — особи у віці 20—64 років, 18,6% — особи у віці 65 років та старші. Було 126 помешкань (у середньому 2,5 особи в помешканні).
Із загальної кількості 95 працюючих 67 було зайнятих в первинному секторі, 5 — в обробній промисловості, 23 — в галузі послуг.